# Aleksandr Andrejevitj Thon
Aleksandr Andrejevitj Thon (ryska: Александр Андре́евич Тон), född 1790, död 1858 (son till Andrei Thon) var en rysk arkitekt.
Thon studerade vid akademin för konst i Sankt Petersburg mellan 1803 och 1810. Efter avslutade studier arbetade han som assistent under Petrovitj Vasilij Stasov vid det kejserliga kansliet. Thon tillbringade en tid utomlands i kejserlig tjänst, då främst i Paris, där han arbetade vid Engelmanhuset för litografi.
1831 fick Thon professors titel i arkitektur vid akademin för konst i Sankt Petersburg. När Adam Menelaws dog 1831 fick Thon överta ansvaret för renoveringarna vid Tsarskoje Selo.